# Paul Simpson
Paul Simpson (Huyton) is een Britse zanger en songwriter uit Liverpool, vooral bekend van zijn werk met The Wild Swans en Care. Muzikaal hebben zijn bijdragen de genres synthpop, post-punk, neo-psychedelia, new wave en ambient gekruist.

## Biografie
Simpson studeerde aan het Hugh Baird College in Bootle (Merseyside) en deelde later een flat (ontruimd door Julian Cope en zijn eerste vrouw, nadat ze uit elkaar waren gegaan) op Devonshire Road met Pete de Freitas (en later Courtney Love). Zijn muziekcarrière begon halverwege de jaren 1970 bij punkrockband Psycho Mesh, waarna hij zich bij zijn schoolvriend Will Sergeant aansloot als Industrial Domestic en vervolgens samenwerkte met Cope, Ian McCulloch en anderen onder de naam A Shallow Madness. Dit veranderde later in de door Cope geleide The Teardrop Explodes, terwijl McCulloch Echo & the Bunnymen ging formeren. Hij verliet de Teardrops in 1979 om zijn eigen band The Wild Swans op te richten in 1980. Tussen de twee incarnaties van de band door was hij ook mede-oprichter van het duo Care met Ian Broudie, later van The Lightning Seeds. Care werd rond 1984 ontbonden en na een tijdje reformeerden hij en een Mark II-versie van de Wild Swans zich om Bringing Home the Ashes uit 1988 en Space Flower uit 1989 op te nemen.
Nadat The Wild Swans in 1990 werden ontbonden, begon Simpson aan een aantal soloprojecten, waaronder The White Capsule, het ambient instrumentale Skyray en het gesproken werkproject The Dream Diaries, dat voortkwam uit zijn fellowship aan de John Moores University. Simpson formeerde The Wild Swans opnieuw in 2009 met oorspronkelijk lid Ged Quinn en bracht in 2011 een derde studioalbum uit. Nadat een virus, opgelopen in Sri Lanka, zijn longen had beschadigd, stopte hij met zingen en concentreerde hij zich op instrumentale stukken en schrijven. Een aantal jaren werkte hij aan zijn door crowdfunding gefinancierde autobiografie Incandescent.

## Discografie

### Albums
- 2005: The Dream Diaries (Astral Girl)
- 2010: Man in a Burning Anorak - Vol 1 (Astral Girl)
- 2010: Man in a Burning Anorak - Vol 2 (Astral Girl)

als Skyray
- 1996: Invisible (Ochre)
- 1996: Tranquilliser (Ochre)
- 1997: Neptune Variations (Ochre)
- 1999: Womb (Space Age)
- 1999: Mind Lagoons (Ochre)
- 2000: Slow Dissolve (Magnetic)
- 2004: Ice Rink Music (Astral Girl)
- 2005: Liquid Crystal Display (Astral Girl)

### met The Teardrop Explodes
- 1979: When I Dream single (Zoo)

### met The Wild Swans
zie The Wild Swans

### met Care
zie Care (band)

### met The Serpents
- 1998: You Have Just Been Poisoned (Ochre)